# Gustaaf Van Heste
Gustaaf Van Heste (Oostende, 20 november 1887 - aldaar, 25 februari 1975) was een Belgisch kunstschilder die vooral de onderwaterwereld schilderde.

## Genealogie
Hij was de zoon van Emile (°Oostende 11 april 1847), schildersknecht en scheepsporttrettist en Louise-Colette Verreman (°Oostende 19 juli 1845). Hij huwde Sylvia Nysen.
Twee van zijn kinderen, nl. Georges-Arthur (Oostende 1909-1996) en Robert (Oostende 1913-2002) werden eveneens kunstschilder. Zijn laatste adressen waren Grensstraat en Muscarstraat te Oostende. Hij ligt begraven op de begraafplaats Stuiverstraat in Oostende.
Er is een nauwe familieband met de musici Juvenal Van Heste (contrabassist), Daniël Van Heste (cellist), Arlette Van Heste (pianiste) en René Hostyn (pianist) en met de kunstschilders Roland Devolder en Steven Devolder.

## Levensloop
Tot in de jaren twintig was Van Heste een gewoon man, op een zeker tijdstip verfhandelaar, dan herbergier in het Oostendse visserskwartier, die het kunstschilderen als liefhebberij beoefende. Van Heste creëerde -naast landschappen, marines en stadsgezichten- echter een heel eigen thematiek: in zijn schilderijen (vooral aquarel) beeldde hij vissen en zeedieren uit die in hun natuurlijk milieu evolueren, in een bont palet met trefzekere tekening.
Hoewel niet helemaal uniek (zie bv. de anonieme affiche voor “Elexir de Spa” uit ca. 1910 waarbij een duiker bij een wrak enkele kisten elexirflessen recupereert, omringd door vissen en kwallen), is het thema van de onderwaterwereld toch zeldzaam in de beeldende kunst.
Pas omstreeks 1928 begon Van Heste opgang te maken als kunstschilder. Dat gebeurde toen hij “ontdekt” werd door de bekende Franstalige toneelschrijver Michel de Ghelderode. Door de Ghelderode, met wie een correspondentie op gang kwam, geraakte Van Heste met zijn onderwaterthematiek in het Oostendse en het Brusselse tentoonstellingscircuit : eerst in juli 1928: tentoonstelling in de Canard Sauvage te Brussel; vervolgens in september 1929: tentoonstelling in de Oostendse Stadsbibliotheek; ten slotte in februari 1931: deelname aan een expositie van marineschilders in de bekende Oostendse galerij “Studio” samen met o.a. James Ensor, Léon Spilliaert, Armand Delwaide, Willem van Hecke en Médard Verburgh.
Ook de pers ging meer en meer aandacht aan Van Heste besteden. In 1931 werd aan Van Heste door de stad opgedragen een carnavalstoet met het thema “zee” te ontwerpen. Hij ontwierp ook de affiche. Het jaar erop voerde Van Heste de restauraties uit van Heinrich-Otto Piepers fresco’s in het Fort Napoleon te Oostende, dat toen als heemkundig museum werd ingericht. De fresco’s van Pieper, dateerden uit de Eerste Wereldoorlog en waren in de loop der jaren beschadigd door verwaarlozing en vandalisme.
Van Heste werd huisbewaarder in het Fort Napoleon toen dit tijdens de jaren 30 van de voorgaande eeuw als Heemkundig Museum fungeerde. Hij ging er met zijn gezin wonen. Aan deze periode in zijn leven kwam in 1939 een einde toen het Fort door het Belgisch Leger weer in gebruik werd genomen.

## Musea
- Oostende, Mu.ZEE (Kunstmuseum aan Zee)
- Oostende, Oostends Historisch Museum “De Plate”